# اولشنا (ناحیه هاولیتشکوف برود)
اولشنا (به چکی: Olešná) یک منطقهٔ مسکونی در جمهوری چک است که در ناحیه هاولیتشکوف برود واقع شده‌است. اولشنا ۶٫۷۶ کیلومتر مربع مساحت و ۳۰۷ نفر جمعیت دارد و ۵۳۸ متر بالاتر از سطح دریا واقع شده‌است.